# Frank Bogisch

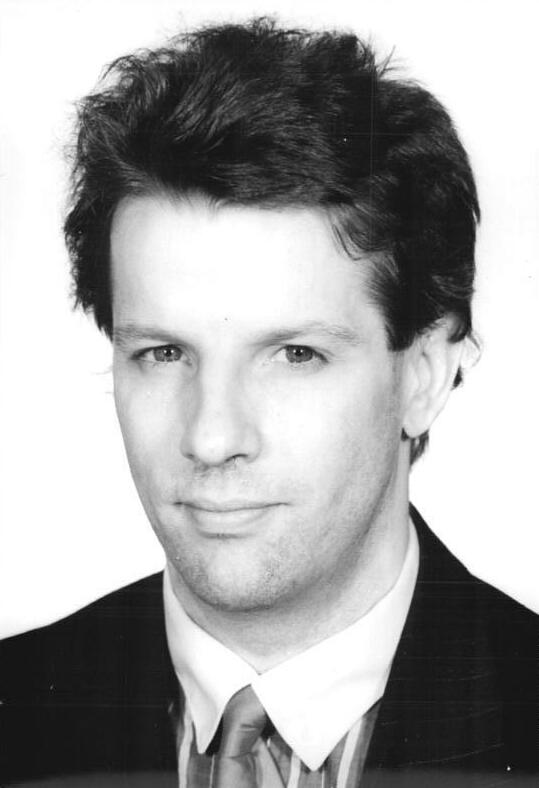
Frank Bogisch (1990)

Frank Bogisch (* 5. Mai 1956 in Wittenberge) ist ein deutscher Ingenieur, Unternehmer und Politiker (SPD).

## Leben
Frank Bogisch ist der Sohn des Historikers und früheren LDPD-Mitarbeiters Manfred Bogisch. Nach dem Abitur absolvierte er eine Ausbildung zum Chemiefacharbeiter und ein Studium zum Ingenieur für Lederherstellung und -verarbeitung. Anschließend arbeitete er als Schichtleiter und Technologe im VEB Lackfabrik Berlin. Von 1987 bis zum März 1990 war er Ausstellungsgestalter in der Akademie der Künste der DDR. Seit 2000 ist Bogisch unternehmerisch in der Windenergie-Branche tätig.

## Politik
Bogisch war im November 1989 Mitgründer der SDP. Im März 1990 wurde er im Wahlkreis Halle für die SPD in die Volkskammer gewählt. Im Oktober 1990 gehörte er zu den 144 Abgeordneten, die von der Volkskammer in den Bundestag entsandt wurden. Er gehörte dem Bundestag bis zum Dezember 1990 an. Später war er Vorstandsmitglied der Gustav Heinemann-Initiative.